# Arabelia
Arabelia is een geslacht van spinnen uit de familie bodemzakspinnen (Liocranidae).

## Soorten
De volgende soorten zijn bij het geslacht ingedeeld:
- Arabelia pheidoleicomes Bosselaers, 2009